# Olmo (araldica)
In araldica l'olmo è simbolo di amicizia, protezione, sostegno e amore coniugale o amore fraterno.  Il simbolismo deriva dal suo uso, sin dai tempi più antichi, come sostegno per la vite, in quanto non sfrutta la terra del nutrimento ad essa necessario.

Olmo al naturale (stemma di Cornaredo)
Olmo sradicato al naturale (Ormelle)
San Francesco sotto un olmo (San Leo)
Olmo di verde, fustato e sradicato al naturale (Monteviale)